# Flora

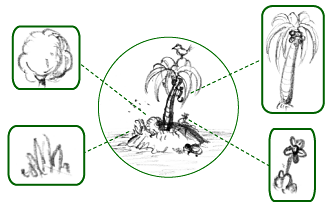
Vereinfachtes Schema der Flora einer Insel mit all ihren Pflanzenarten

Als Flora (auch Pflanzenwelt) wird der Bestand an Pflanzensippen (z. B. Familien, Gattungen, Arten und Unterarten) und typischen Pflanzengesellschaften einer bestimmten Region beziehungsweise die systematische Beschreibung ihrer Gesamtheit bezeichnet. Wird vorrangig die Gesamtheit der artübergreifenden Eigentümlichkeiten betrachtet (gleichartige Verteilungsmuster, Gestalt- und Wuchsformen), spricht man von der Vegetation.
Verzeichnisse, in denen die Pflanzenwelt eines Gebietes – oft mit einem Bestimmungsschlüssel und Abbildungen – aufgelistet wird, nennt man ebenfalls Flora. Diese Bedeutung ist vermutlich sekundär aus der Bedeutung „Pflanzenwelt einer bestimmten Region“ entstanden.

## Bezeichnung
Die Bezeichnung Flora leitet sich vom lateinischen Namen Flora, der römischen Göttin der Blumen und der Jugend, ab. Spätestens seit dem Ende des 16. Jahrhunderts wird diese Göttin metonymisch zunächst in der Dichtung, später dann auch in anderen Texten, für die Pflanzenwelt einer bestimmten Region verwendet. Der Pflanzenwelt steht die Tierwelt – die Fauna – gegenüber, benannt nach der römischen Göttin Fauna. Flora bezeichnet im Allgemeinen auch Organismen mit autotropher Ernährung.

## Inhalt
Ein Florenreich ist jenes große Gebiet, das sich durch einen selbständigen Vegetationscharakter und eine unabhängige Entstehungsgeschichte (Phylogenese) der dortigen Pflanzenwelt auszeichnet und somit auch Pflanzenarten und höhere Pflanzentaxa beherbergt, die in keiner anderen Gegend vorkommen (Endemiten). Zusammengehörige Arten stellen ein Florenelement dar – dieses kann sich großräumig auf ein Florenreich beziehen oder nur auf ein Teilgebiet –, eine Florenzone (Vegetationszone).

## Ausgliederung von Bakterien und Pilzen
Dass Bakterien früher der Pflanzensystematik zugeordnet waren, hat sich in der Bezeichnung „Bakterienflora“ (als der Gesamtheit aller ein bestimmtes Habitat besiedelnden Bakterien) erhalten.
Auch die Pilze wurden lange Zeit dem Pflanzenreich zugeordnet. Robert Whittaker hat ihnen 1969 ein eigenes Reich, das Regnum „Fungi“, zugestanden. Die Bezeichnung „Funga“ statt „Pilzflora“ ist zwar noch nicht fest etabliert, wird aber seit 2021 immer öfter verwendet. Mittlerweile sprechen sich immer mehr Fachleute dafür aus, das Reich der Pilze zusätzlich zu benennen, so dass die drei Gruppen der Eukaryoten als "Flora, Fauna und Funga" gleichberechtigt nebeneinander genannt werden. Diese Initiative wird (seit 2021) vom IUCN unterstützt.